# Story (AIの曲)
「Story」（ストーリー）は、AIの楽曲。AIが作詞、2SOULが作曲を手掛けた。AIの12枚目のシングルとして2005年（平成17年）5月18日にユニバーサルミュージックから発売された。

## 背景
「今日という日、この瞬間を大事にしないと、いつでも話ができると思ってもできなくなるかもしれない。」ということを歌っている。
曲調は比較的単純なキー構成で製作されている楽曲であるが、多くの女声ポップスをカヴァーした徳永英明が「挑戦したが、この曲を歌いこなせなかった」、「メッセージ性の強いこの曲を完璧に歌いこなせるのはAIだけである」といった趣旨のことを語っている。 
オリコンチャートに73週登場、フル配信でも着うたフル・PC合算で200万DLを突破するなど、大ヒットとなった。なお2009年のFNS歌謡祭で、EXILEのATSUSHIとこの楽曲で競演した。
本曲は、2012年1月19日発売のニンテンドー3DS用ソフト『リズム怪盗R　皇帝ナポレオンの遺産』のエンディングテーマに起用された。また、2014年に公開された映画『ベイマックス』の日本版エンディングテーマとして、未発表だった英語バージョンが使用されている。2021年5月7日公開の映画『大綱引の恋』では主題歌として起用された。これは、製作総指揮の西田聖志郎の意向によるもので、父親の出身地である薩摩川内市を舞台とした作品ということもあり、起用された経緯がある。

## シングルリリース
AIのシングルとしては前作「Crayon Beats」から約1ヶ月ぶりのリリースで、彼女のシングルでは一番ブランクが短い作品となった。
2曲目「PASSION」は、「情熱的な私を見て」というメッセージが込められている。AIの血の中にあるラテン的な部分が出た曲。

## 収録曲
| 全作詞: AI、全作曲・編曲: 2SOUL。 |                             |       |            |      |
| #                                 | タイトル                    | 作詞  | 作曲・編曲 | 時間 |
| 1.                                | 「Story」                   | AI    | 2SOUL      | 4:49 |
| 2.                                | 「PASSION」                 | AI    | 2SOUL      | 3:44 |
| 3.                                | 「Story（Instrumental）」   | AI    | 2SOUL      | 4:49 |
| 4.                                | 「PASSION（Instrumental）」 | AI    | 2SOUL      | 3:43 |
| 合計時間:                         | 合計時間:                   | 17:05 |            |      |

## 収録アルバム
| 曲名  | 収録アルバム                  | 発売日         | 備考                  |
| ----- | ----------------------------- | -------------- | --------------------- |
| Story | 『MIC-A-HOLIC A.I.』          | 2005年7月6日   | 4thオリジナルアルバム |
| Story | 『BEST A.I.』                 | 2009年9月16日  | ベストアルバム        |
| Story | 『BEST A.I. :reborn EDITION』 | 2009年11月18日 | ベストアルバム        |
| Story | 『THE BEST』                  | 2015年11月25日 | ベストアルバム        |
| Story | 『THE BEST DELUXE EDITION』   | 2016年5月4日   | ベストアルバム        |

## チャート
| チャート（2005年）       | 最高位 |
| ------------------------ | ------ |
| オリコン週間             | 8      |
| オリコン年間             | 43     |
| サウンドスキャンジャパン | 4      |

## カバー
| 楽曲  | リリース      | アーティスト | 収録作品                                            | 備考                                          |
| ----- | ------------- | ------------ | --------------------------------------------------- | --------------------------------------------- |
| Story | 2007年9月5日  | 小曽根真     | アルバム「フォーリング・イン・ラヴ、アゲイン」      | ソロ・ピアノ演奏による「Story」のカバーを収録 |
| Story | 2012年11月7日 | Ms.OOJA      | カバーアルバム「WOMAN -Love Song Covers-」          |                                               |
| Story | 2014年3月26日 | May J.       | アルバム「Heartful Song Covers」                    |                                               |
| Story | 2021年3月28日 | 島津亜矢     | カバーアルバム『SINGER 7』                          |                                               |
| Story | 2021年11月3日 | HAN-KUN      | カバーアルバム『MusicalAmbassadorII～JukeBoxMan～』 |                                               |